# يعقوب إسحاق
يعقوب محمد إسحاق (ولد عام 1942م / 1361هـ بمدينة مكة المكرمة) كاتب سعودي متخصص في أدب أطفال، ويعد من رواد أدب الأطفال في السعودية. حصل على بكالوريوس اللغة العربية من جامعة الملك سعود. وعمل رئيسًا لتحرير مجلة حسن للأطفال عام 1977. وألف أكثر من 200 كتاب للأطفال واشتهر باسم بابا يعقوب.

## التعليم
- حاصل على بكالوريوس في اللغة العربية من جامعة الملك سعود عام 1969م.
- حاصل على دبلوم في التربية وعلم النفس من جامعة الملك سعود عام 1970م.[4]

## العمل
- عمل في تدريس اللغة العربية في جدة عام 1973م.
- عمل مراقباً إدارياً في هيئة الرقابة والتحقيق في جدة (1969 – 1977م).
- رأس تحرير مجلة (حسن) الخاصة بأدب الأطفال الصادرة من جريدة عكاظ من عام 1977م.
- مؤسس دار أبو حسن للنشر والتوزيع في جدة.[4]
- أعد برامج أطفال للإذاعة السعودية.
- اختير عضواً في لجنة تحكيم الأعمال المقدمة لنيل جائزة الأمير فيصل بن فهد لثقافة الطفل عام 1416هـ.
- كتب كتب المقالة الفكرية والأدبية في عدد من الصحف السعودية.[5]

## مؤلفاته
صدر له الكثير من المؤلفات منها: سلسلة (نحو مجتمع أفضل) 101 عنواناً، وسلسلة (لكل حيوان قصة) 85 عنواناً، وسلسلة (كتاب الطفل السعودي) 4 عناوين، وسلسلة (كتاب السعودية للأطفال) 80 عنواناً، وصدر له أيضاً قصص الأدعية المستجابة. وطني الحبيب، حكايات كليلة ودمنه، حكاية كل يوم، بطولات وأبطال، سلسلة التوعية الصحية، وسلسلة (ديننا يأمر بالرحمة وينهى عن الإرهاب)، و(سلسلة التربية الصحية للأطفال)، وسلسلة عن رؤية 2030م.
| الكتاب                                               | التاريخ | المصدر                                              |
| ---------------------------------------------------- | ------- | --------------------------------------------------- |
| الإصلاح السياسي: هدف الأمر بالمعروف والنهي عن المنكر | 2002    | [ 6 ]                                               |
| إصلاح الفكر الديني أولاً                              | 2006    |                                                     |
| الإستبداد عند خير أمة أخرجت للناس                    | 2008    |                                                     |
| الفولكلور السعودي المصور (ج1)                        | 2008    | [ 7 ]                                               |
| غط وجهك يا حرمة                                      | 2009    |                                                     |
| تقويم الفكر الديني المتمرد على الإسلام               | 2009    | [ 8 ]                                               |
| لا نفط غداً                                           | 2016    |                                                     |
| لمستقبل بلا نفط: رؤية 2023                           | 2016    |                                                     |
| الأخلاق الفاضلة والسافلة (جزآن)                      | 2021    | [ 9 ]                                               |
| التنوير في رسائل أحمد زكي يماني                      | 2021    | وثق فيه المؤلف رسائل الوزير السعودي أحمد زكي يماني. |
| أصدقاء بابا يعقوب                                    | 2021    | [ 11 ]                                              |

## التكريم
كرم في المهرجان الأول لثقافة الطفل من وزارة الثقافة والإعلام سنة 1429هـ؛ لريادته في أدب الأطفال في المملكة العربية السعودية.

## وصلات خارجية
- بابا يعقوب و200 كتاب للأطفال جريدة الشرق الأوسط.
- صباح_العربية | "بابا يعقوب" رافق أجيالا سعودية بقصصه